# Infragilimento da idrogeno
L'infragilimento da idrogeno (in inglese: hydrogen embrittlement) è un processo chimico-fisico che interessa diversi metalli, fra cui gli acciai ad alta resistenza, rendendoli fragili e soggetti a frattura. L'infragilimento da idrogeno è spesso il risultato di un'introduzione indesiderata di idrogeno nei metalli durante lavorazioni di formatura e di finitura e aumenta la formazione di cricche nel materiale.
L'infragilimento da idrogeno è anche responsabile della formazione degli idruri nelle leghe di zirconio. L'uso del termine in questo contesto è comune nell'ingegneria nucleare.

## Processo
Il meccanismo si innesca quando atomi isolati di idrogeno diffondono nel metallo. Ad alte temperature, l'elevata solubilità dell'idrogeno consente allo stesso elemento di diffondere nel metallo; lo stesso processo può avvenire anche a basse temperature in presenza di un gradiente di concentrazione. Quando questi atomi di idrogeno si ricombinano in minuscole cavità della struttura metallica per formare molecole biatomiche di idrogeno, generano una pressione dall'interno della cavità. Questa pressione può aumentare fino a conferire al metallo una ridotta duttilità e resistenza a trazione, fino al punto in cui si origina una cricca (criccamento da idrogeno, o HIC). Gli acciai ad alta resistenza e quelli bassolegati, le leghe di nichel e di titanio sono i metalli più colpiti dal fenomeno. Il ferro austemperato è pure soggetto all'infragilimento da idrogeno. L'acciaio con un carico di rottura inferiore a 1000 MPa o con una durezza inferiore a 30 HRC generalmente non sono considerati soggetti al processo. Jewett et al. riportano i risultati di prove di durezza su diversi metalli strutturali in presenza di idrogeno molecolare ad alta pressione. Queste prove mostrano che gli acciai inossidabili austenitici, l'alluminio e le sue leghe, il rame e le sue leghe (ad esempio il berillio rame) sono immuni da infragilimento all'idrogeno insieme con pochi altri metalli. In un esempio di grave infragilimento misurato da Jewett, l'elongazione a rottura di un provino di acciaio inossidabile 17-4PH indurito per precipitazione crolla dal 17% al 1,7% quando provini sottili sono sottoposti ad idrogeno ad alta pressione.
L'infragilimento da idrogeno può avvenire durante diverse lavorazioni metallurgiche e meccaniche o durante l'utilizzo operativo, in ogni circostanza in cui il metallo entri in contatto con idrogeno atomico o molecolare. I processi che possono portare all'infragilimento comprendono protezione catodica, fosfatazione, decapaggio e galvanostegia. Un caso particolare è la saldatura ad arco, in cui l'idrogeno è prodotto dalla condensazione (ad esempio nel rivestimento degli elettrodi per la saldatura; per minimizzare il processo, si utilizzano elettrodi speciali a basso contenuto di idrogeno per acciai ad alta resistenza). Altri processi che introducono idrogeno nei metalli sono la corrosione galvanica, reazioni chimiche dei metalli con gli acidi o con altri reagenti (fra cui l'acido solfidrico nel processo di tensocorrosione da solfuri, importante nell'industria petrolifera).

### Rimedi
Se il metallo non ha ancora iniziato a criccarsi, l'infragilimento può essere recuperato rimuovendo la sorgente di idrogeno, cosicché l'idrogeno presente nella struttura metallica possa diffondere fuori dal metallo, preferibilmente ad alte temperature. Le leghe soggette al fenomeno, dopo i trattamenti chimici o elettrochimici in cui si produce idrogeno, sono spesso sottoposte a trattamento termico per favorire l'espulsione dell'idrogeno assorbito.
Dopo trattamenti con acidi le parti metalliche debbono essere riscaldate entro quattro ore, secondo la norma SAE AMS 2759/9 Section 3.3.3.1.
In caso di saldatura, si procede al preriscaldamento e postriscaldamento del metallo, per permettere la fuoriuscita dell'idrogeno prima che possa provocare danni al materiale. Questo si fa soprattutto per acciai ad alta resistenza e acciai bassolegati, come quelli al cromo/molibdeno/vanadio. Grazie al tempo necessario all'idrogeno per ricombinarsi nel dannoso idrogeno molecolare, la criccatura da idrogeno può insorgere anche 24 ore dopo la fine della saldatura.
Si possono usare prodotti come i ferrosilicati per trattare superfici normalmente soggette all'infragilimento da idrogeno a scopo preventivo.

### Strumenti di supporto alle decisioni
Per determinare la frequenza dell'infragilimento nell'acciaio si usano strumenti di supporto alle decisioni specifici per diversi campi di applicazione.

## Fenomeni correlati
Se l'acciaio è esposto all'idrogeno ad alte temperature, l'idrogeno diffonderà nella lega e si combinerà con il carbonio per formare minuscole sacche di metano lungo le superfici interne, quali le pareti dei grani e della cavità. Questo metano non fuoriesce dal metallo e si raccoglie nelle cavità, esercitando una pressione sulle pareti che provoca la formazione di cricche. Questo processo di corrosione selettiva è noto come attacco da idrogeno e causa la decarburazione dell'acciaio con la conseguente perdita di resistenza e di duttilità.
Le leghe di rame che contengono ossigeno possono infragilirsi se esposte all'idrogeno ad alte temperature. L'idrogeno diffonde nel rame e reagisce con l'ossido rameoso Cu2O, formando acqua H2O, sotto forma di bolle ad alta pressione disposte lungo le pareti dei grani. Questo processo può provocare l'allontanamento dei grani ed è noto come infragilimento a vapore, non perché il vapore ne sia la causa, ma perché il processo produce vapore.

## Prove
Ci sono due norme ASTM per verificare l'infragilimento da idrogeno gassoso. La norma ASTM F1459-06 usa un diaframma caricato con una differenza di pressione. La norma ASTM G142-98 usa un provino cilindrico sottoposto a trazione in un ambiente con idrogeno o elio ad alta pressione.
Un'altra norma ASTM, la F1624, è usata per misurare quantitativamente il valore limite di infragilimento da idrogeno per innescare il criccamento sia per infragilimento interno (IHE) proveniente da lavorazioni meccaniche ed elettrochimiche sia per infragilimento esterno (EHE) dovuto all'esposizione a idrogeno in pressione
- NACE TM0284-2003 (NACE International) Resistance to Hydrogen-Induced Cracking
- ISO 11114-4:2005 (ISO)Test methods for selecting metallic materials resistant to hydrogen embrittlement .
- ASTM F1940-07a- Standard Test Method for Process Control Verification to Prevent Hydrogen Embrittlement in Plated or Coated Fasteners
- ASTM F519-06e2[collegamento interrotto]-Standard Test Method for Mechanical Hydrogen Embrittlement Evaluation of Plating/Coating Processes and Service Environments